# Навбахорський гідровузол
Навбахорський гідровузол – гідротехнічний комплекс в Узбекистані на річці Зеравшан. Також відомий як Навоїйський гідровузол.
Гідровузол розташований в місті Навої та, зокрема, виконує функцію водозабезпечення діяльності Навоїйської ТЕС, запуск більшості блоків якої припав на 1963 – 1972 роки.
До складу гідровузла входять такі споруди, як:
- бетонна водозабірна гребля довжиною не менше семи десятків метрів із шістьома шлюзами;
- підвідний канал ТЕС завдовжки біля 0,9 км. Є відомості, що всього за проектом Навоїйська ТЕС могла забирати до 1243 млн м3 води на рік, втім, в 2010-му фактичний показник становив 653 млн м3;
- відвідний канал ТЕС завдовжки майже 0,7 км;
- розташована одразу після приєднання відвідного каналу споруда завдовжки понад сотню метрів, що перекриває русло річки і включає дві бетонні секції та розташований між ними острів, який ділить Зервашан на дві протоки;
- огловок підвідного каналу завдовжки 2,5 км, який живить Навоїйську насосну станцію, що була введена в дію у 1979-му та підживлює канали, призначені для іригації долини Конімех (відокремлюється від долини Зервашану та тягнеться у західному напрямку до Шуркульського водосховища);
- оголовок правобережного іригаційного каналу.
Таким чином, верхня водозабірна гребля спрямовує ресурс на електростанцію, після поврнення з якої вода за допомогою нижньої греблі спрямовується на іригацію. 
Можливо також відзначити, що вище по течії Зеравшану знаходиться Карманінський гідровузол, а нижче – Шафірканський гідровузол.